# Історія ромів
Цигани, також відомі як сінті або кале, залежно від підгрупи, є індоарійською етнічною групою, яка переважно проживає в Європі. Роми, можливо, мігрували з території сучасного індійського штату Раджастхан, мігруючи на північний захід (регіон Пенджаб на Індійському субконтиненті) близько 250 року до нашої ери. Вважається, що їхня подальша міграція на захід, можливо, хвилями, відбулася приблизно в 500 році нашої ери. Також було припущено, що еміграція з Індії могла відбутися в контексті набігів Махмуда Газневі. Оскільки місцеві солдати зазнали поразки, їх разом із сім'ями перемістили на захід до кордонів Візантійської імперії.
Автор Ральф Ліллі Тернер висунув теорію про центральноіндійське походження ромів з подальшою міграцією до північно-західної Індії, оскільки ромська мова має ряд спільних давніх ізоглос із центральноіндоарійськими мовами щодо реалізації деяких звуків староіндо-індоарійських мов. Додаткову достовірність цьому надає те, що в ній поділяються точно такі самі моделі північно-західних мов, таких як кашмірі та шина, через прийняття похилих енклітичних займенників як маркерів особи. Загальна морфологія свідчить про те, що ромська мова брала участь у деяких важливих подіях, що призвели до появи нових індоарійських мов, таким чином вказуючи на те, що протороманська мова не залишила Індійський субконтинент до кінця другої половини І тисячоліття.

## Походження

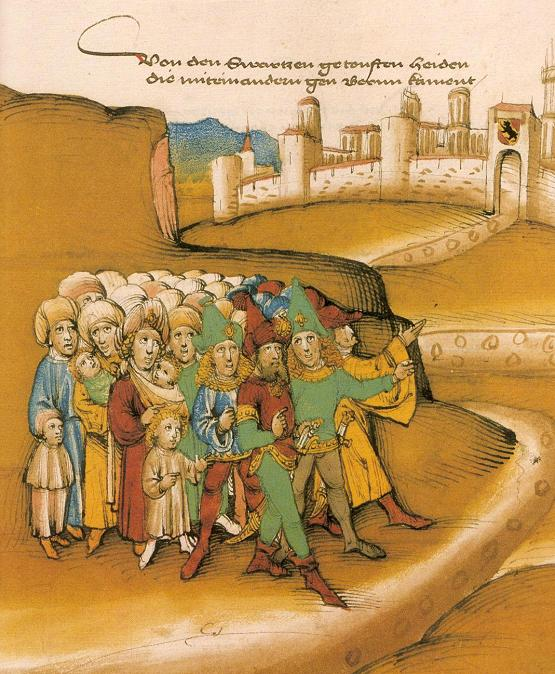
Перше прибуття ромів за межі Берна в XV столітті, описане літописцем як getoufte heiden «хрещені язичники» і зображене в одязі та зброї в сарацинському стилі (Spiezer Schilling, p. 749).

Існує багато різних теорій про походження ромського народу, наприклад, що вони прийшли з Сінда.
Діана Муїр Аппельбаум назвала ромів унікальними серед народів, оскільки вони ніколи не ототожнювали себе з територією. Вони не мають традиції давньої та далекої батьківщини, звідки мігрували їхні предки, і не претендують на право національного суверенітету на будь-якій із земель, де вони проживають. Натомість ромська ідентичність пов'язана з ідеалом свободи, який частково виражається у відсутності зв'язків із землею-батьківщиною. Відсутність писемної історії означала, що походження та рання історія ромського народу довгий час залишалися загадкою. Індійське походження було припущено на лінгвістичних підставах ще наприкінці XVIII століття.
У ромській мові «rom» означає чоловік/чоловік, тоді як «romňi» означає дружина/жінка, отже «roma» означає «чоловіки/люди». Деякі теорії припускають, що предки ромів були частиною військових у північній Індії. Одна сучасна теорія стверджує, що між 1000 і 1030 роками нашої ери під час вторгнення Махмуда Газневі переможених солдатів разом із сім'ями перемістили на захід у Візантійську імперію.
Генетичні дані вказують на індійське походження ромів. Це робить ромів нащадками людей, які протягом середньовіччя емігрували з Південної Азії до Центральної Азії.

### Мовні витоки
До середини-кінця XVIII століття теорії про походження ромів були здебільшого фантастичними. У 1782 році Йоганн Крістіан Крістоф Рюдігер опублікував результати свого дослідження, в якому вказав на зв'язок між ромською мовою та гіндустані. Подальша робота підтвердила гіпотезу про те, що ромська мова має спільне походження з індоарійськими мовами північної Індії.

#### Домарі та ромська мови
Раніше вважалося, що домарі була «сестринською мовою» ромської мови, і що дві мови розділилися після того, як ромська залишила субконтинент, але, виходячи з останніх досліджень, їх слід вважати двома окремими мовами в центральній зоні (гіндустані) групи мов сараїкі, оскільки відмінності між ними значні. Таким чином, доми і роми, ймовірно, є нащадками двох різних груп людей, які мігрували з індійського субконтиненту двома різними хвилями з різницею в кілька століть.
У таблиці представлені числівники ромської, домарійської та ломавренської мов, а також відповідні терміни санскритом, хінді, одією та сингальською мовами, щоб продемонструвати їхню схожість. Зверніть увагу, що ромські числівники від 7 до 9 були запозичені з грецької мови.
| МоваНомер | Ромська   | Домарі | Ломаврен | Санскрит | Гінді | Одія  | Сингальська      |
| --------- | --------- | ------ | -------- | -------- | ----- | ----- | ---------------- |
| 1         | ekh, jekh | yika   | yak, yek | éka      | ek    | ekô   | eka              |
| 2         | duj       | dī     | lui      | dvá      | do    | dui   | deka             |
| 3         | trin      | tærən  | tərin    | trí      | tīn   | tiṇi  | thuna/thri       |
| 4         | štar      | štar   | išdör    | catvā́raḥ | cār   | cari  | hathara/sathara  |
| 5         | pandž     | pandž  | pendž    | páñca    | pā̃c   | pañcô | paha             |
| 6         | šov       | šaš    | šeš      | ṣáṭ      | chah  | chôô  | haya/saya        |
| 7         | ifta      | xaut   | haft     | saptá    | sāt   | satô  | hata/satha       |
| 8         | oxto      | xaišt  | hašt     | aṣṭá     | āṭh   | aṭhô  | ata              |
| 9         | inja      | na     | nu       | náva     | nau   | nôô   | nawaya           |
| 10        | deš       | des    | las      | dáśa     | das   | dôsô  | dahaya           |
| 20        | biš       | wīs    | vist     | viṃśatí  | bīs   | bisô  | wissa            |
| 100       | šel       | saj    | saj      | śatá     | sau   | sôhô  | siiya/shathakaya |

### Генетичні докази
Подальші докази південноазійського походження ромів з'явилися наприкінці 1990-х років. Дослідники, які проводили аналіз ДНК, виявили, що ромська популяція має велику кількість певних Y-хромосом (успадковуються від батька) та мітохондріальної ДНК (мтДНК) (успадковуються від матері), які в іншому випадку існують лише в популяціях Південної Азії.
47,3 % ромських чоловіків маєть Y-хромосому гаплогрупи H-M82, яка рідко зустрічається за межами Південної Азії. Мітохондріальна гаплогрупа М, найбільш поширена в індійських громадян і рідко зустрічається за межами Південної Азії, припадає на майже 30 % ромів. Більш детальне дослідження польських ромів показує, що вони належать до роду M5, який характерний для Індії. Крім того, форма спадкового розладу, вроджена міастенія, зустрічається у ромів. Спричинений мутацією 1267delG, він відомий лише у суб'єктів індійського походження. Це вважається найкращим доказом індійського походження ромів.
Ромів описували як «конгломерат генетично ізольованих популяцій-засновників». Кількість загальних генетичних розладів, виявлених серед ромів з усієї Європи, вказує на «спільне походження та ефект засновника».
Дослідження 2001 року Gresham et al. припускає «обмежену кількість споріднених засновників, сумісних з невеликою групою мігрантів, що відокремлюються від окремої касти чи племінної групи». У дослідженні також вказується, що «генетичний дрейф і різні рівні та джерела змішування, мабуть, зіграли певну роль у подальшій диференціації популяцій». У тому ж дослідженні було встановлено, що «єдина лінія… виявлена в ромському населенні, становить майже одну третину ромських чоловіків».
Дослідження 2004 року Morar et al. зробив висновок, що роми походять від «основного населення спільного походження, яке згодом розділилося на численні соціально розбіжні та географічно розсіяні ромські групи». Те саме дослідження показало, що ця популяція «була заснована приблизно 32–40 поколінь тому, а події вторинного та третинного засновників відбулися приблизно 16–25 поколінь тому».
Існують генетичні докази значного змішання ромів з балканськими народами за часів Османської імперії.

#### Зв'язок з Бурішами і Паміром
Буруші з Хунзи мають генетичний маркер батьківської лінії, який групується з носіями памірської мови з Афганістану та Таджикистану, а також етнічною групою сінті. Ця знахідка спільних генетичних гаплогруп може вказувати на походження ромського народу з цих регіонів або теренів навколо них.

#### Можливий зв'язок з народом Дома
За генетичним дослідженням філогеографії Y-хромосоми гаплогрупи H1a1a-M82 у 2012 році, предки нинішніх зареєстрованих каст і племен північної Індії, які традиційно називаються доми, є ймовірними популяціями предків сучасних європейських ромів.
Ромське походження на основі аутосомних і мітохондріальних даних
Дослідження гаплотипів мітохондрій або Y-хромосоми надають цінну інформацію, але обмеженням цих типів досліджень є те, що кожне з них представляє лише один екземпляр генеалогічного процесу. Аутосомні дані дозволяють одночасний аналіз кількох ліній, що може надати нову інформацію про історію популяції. За генетичним дослідженням аутосомних даних, двома популяціями, які виявляють найбільшу спорідненість з ромами, були пенджабці та кашмірці, які також мають найбільше походження із Західної Євразії серед жителів Південної Азії. Однак, за дослідженням загальногеномних даних, опублікованим у 2019 році, передбачуване походження проторомів включає панджабську групу з низьким рівнем західноєвразійського походження. Класичні та генетичні маркери мтДНК свідчать про найбільшу спорідненість ромів із раджпутськими та пенджабськими популяціями з північно-західної Індії.

## Ранні записи
Ранні записи про мандрівне населення з Індії починаються ще в період Сасанідів. Британський лінгвіст Дональд Кенрік відзначає першу зареєстровану присутність Zott у Багдаді в 820 році нашої ери, у Ханакіні у 834 році нашої ери.
Сучасні вчені припускають, що одна з перших письмових згадок про римлян під терміном ацінгані (походить від грецького ἀτσίγγανοι — atsinganoi) датується візантійською епохою під час голоду в 9 столітті. У 800 році нашої ери святий Афанасій дав їжу «іноземцям, які називалися ацінгані» поблизу Фракії. Пізніше, у 803 році нашої ери, Феофан Сповідник писав, що ацінгані допомогли імператору Никифору I придушити бунт завдяки їхньому «знанню магії». Однак ацінгані були маніхейською сектою, яка зникла з літописів в XI столітті. Atsinganoi використовувався для позначення мандрівних ворожок, черевомовців і чарівників, які відвідали імператора Костянтина IX у 1054 році.
Скелетні останки ромів, ексгумовані з торгового центру Каслл-Молл у Норвічі, Велика Британія, були датовані за допомогою рідинної сцинтиляційної спектрометрії приблизно до 930—1050 років нашої ери.

## Прибуття в Європу
Роми вперше прибули до Європи з північної Індії через Іран, Вірменію та Туреччину.
У 1323 році Саймон Сімеоніс, ірландський францисканський монах, описав людей, подібних до «ацінгані», що жили на Криті: «Ми також бачили за межами цього міста [Кандії] плем'я людей, які поклоняються згідно з грецьким обрядом і вважають себе з роду Каїна. Ці люди рідко або ніколи не зупиняються на одному місці більше тридцяти днів, але завжди, немов прокляті Богом, є кочівниками і вигнанцями. Після тридцятого дня вони кочують з поля на поле з маленькими, довгастими, чорними і низькими наметами, як у арабів, і з печери в печеру, тому що місце, де вони живуть, після тридцятиденного терміну стає настільки повним шкідників та іншої скверни, що жити по сусідству з ними неможливо».
У 1350 році Людольф фон Зудгайм згадав схожий народ із унікальною мовою, якого він назвав Mandapolos, слово, яке, за деякими теоріями, можливо, походить від грецького слова Mantipolos — Μαντιπόλος «несамовитий» від mantis — μάντις (що означає «пророк», «ворожка») і полео — πολέω.
Близько 1360 року на Корфу було засновано феодальне володіння (називається Feudum Acinganorum). В основному він використовував працю ромів-кріпаків, а всі роми на острові були підданими володіння.
До XIV століття роми досягли Балкан і Богемії; до XV століття — Німеччини, Франції, Італії, Іспанії, Португалії; а до XVІ століття — Московії, Данії, Шотландії та Швеції (хоча докази ДНК зі скелетів середини XI століття в Норвічі свідчать про те, що принаймні кілька осіб могли прибути сюди раніше, можливо, через поневолення вікінгами ромів зі східного Середземномор'я або через зв'язки з варягами).
Деякі роми мігрували з Персії через Північну Африку, досягнувши Європи через Іспанію в XV столітті. Роми почали іммігрувати до Сполучених Штатів у колоніальні часи, маючи невеликі групи у Вірджинії та Французькій Луїзіані. Масштабніша імміграція почалася в 1860-х роках з групами Ромнічаль з Британії. Найбільше іммігрувало на початку ХХ століття, головним чином з групи влаксів у Калдераші. Багато ромів також оселилися в Латинській Америці.
За істориком Норманом Дейвісом, закон 1378 року, ухвалений губернатором Нафпліона в грецькому Пелопоннесі, підтверджуючи привілеї для «атсінгані», є «першим задокументованим записом про ромських циган у Європі». Подібні документи, які знову представляють роів як групу, яка була вигнана з Єгипту, записують, що вони досягли Брашова, Трансільванії, у 1416 році; Гамбурга, Священної Римської імперії, 1418 р.; і Парижу в 1427 році. Хронік паризького журналу описав їх як одягнених у спосіб, який парижани вважали пошарпаним, і повідомив, що церква змусила їх покинути місто, оскільки вони практикували хіромантію та ворожіння.
Їх рання історія демонструє неоднозначний прийом. Хоча 1385 рік знаменує собою першу зафіксовану угоду з ромським рабом у Волощині, у 1417 році Сигізмунд зі Священної Римської імперії видав їм гарантії безпеки. У 1416 році ромів було вигнано з регіону Мейсен у Німеччині, 1471 року з Люцерна, 1493 — Мілана, 1504 — Франції, 1512 — Арагону, 1525 — Швеції, 1530 — Англії (див. Закон про єгиптян 1530 року) і Данії в 1536 році. У 1510 році будь-якого рома, знайденого в Швейцарії, було наказано стратити, а в 1554 році в Англії було прийнято статут, який під загродою смертної кари зобов'язував усіх ромів у країні залишити країну. Подібні закони були прийняті в багатьох європейських країнах, включаючи Данію в 1589 році, Швецію в 1637 році, тоді як Португалія почала депортацію ромів до своїх колоній в 1538 році.
Пізніше англійський статут 1596 року, однак, надав Ромамам особливі привілеї, яких не вистачало іншим мандрівникам; Франція прийняла аналогічний закон у 1683 році. Катерина ІІ в Росії оголосила ромів «коронними рабами» (статус вищий за кріпаків), але також не допускала їх до певних частин столиці. У 1595 році Стефан Разван подолав своє народження в рабстві і став воєводою (князем) Молдови.
Роми були поневолені у Валахії, Трансільванії та Молдавії протягом п'яти століть, аж до скасування рабства в середині ХІХ століття.
Наприкінці ХІХ століття ромська культура надихнула своїх сусідів на створення великої кількості художніх творів. Серед найвизначніших творів — «Кармен» і «Життя Богеми».

### Османська імперія
В Османській імперії перевагу надавали ромам-мусульманам, на відміну від ромів-християн. Мусульманські роми з Анатолії, наприклад Арліє, або з Кіпру, як Гурбеті були переселені в Румелію (Балкани). Були також переходи в іслам, щоб досягти кращих умов життя під османським пануванням. Санджак Чінген був створений для мусульманських ромів у Румелії, і проіснував з 1520 року до кінця Османської імперії. Роми-мусульмани мали змогу мігрувати з однієї частини країни в іншу в межах Османської імперії. Плем'я заргарі мігрувало до Перської імперії.

### Примусова асиміляція
У 1758 році Марія-Тереза Австрійська розпочала програму асиміляції, щоб перетворити ромів на уймадяр (нових угорців). Замість пересувних наметів уряд побудував постійні халупи, заборонив подорожі та насильно забирав дітей від батьків на виховання неромам. До 1894 року більшість ромів, зарахованих під час національного перепису в Угорщині, вели осілий спосіб життя. У 1830 році ромських дітей у Нордхаузені забрали з їхніх сімей на виховання німці.
1783 року Росія заохочувала поселення всіх кочівників, а 1791 року поляки запровадили закон про поселення. Болгарія та Сербія заборонили кочівництво у 1880-х роках.
У 1783 році у Великій Британії було скасовано расове законодавство проти ромів, а в 1822 році було прийнято спеціальний «Закон про магістраль», щоб запобігти розміщенню кочівниками табору на узбіччях дороги, посилений Законом про дороги 1835 року.

### Переслідування
У 1530 році в Англії був виданий Закон про єгиптян, який забороняв ромам в'їзд до країни та вимагав від тих, хто проживає в країні, покинути країну протягом 16 днів. Невиконання цього загрожує конфіскацією майна, ув'язненням і депортацією. До закону були внесені зміни Законом про єгиптян 1554 року, який наказував ромам залишити країну протягом місяця. Ромів, які не підкорялися, страчували.
У 1538 році в Моравії та Богемії, які перебували під владою Габсбургів, було видано перше антициганське (антиромське) законодавство. Через три роки, після серії пожеж у Празі, в яких звинуватили ромів, Фердинанд I наказав їх вигнати. У 1545 році сейм Аугсбурга проголосив, що «той, хто вб'є цигана, не буде винним у вбивстві». Масові вбивства, що виникли в результаті, спонукали уряд зрештою втрутитися і «заборонити втоплення ромських жінок і дітей».
У 1660 році Людовик XIV заборонив ромам проживати у Франції.
У 1685 році Португалія депортувала ромів до Бразилії.
У 1710 році Йозеф I видав указ про винищення циган, наказавши «всіх дорослих чоловіків повісити без суду, а жінок і молодих чоловіків прошмагати і вигнати назавжди». Крім того, їм мали відрізати праве вухо в Богемському королівстві та ліве вухо в Моравії. У 1721 році Карл VI, брат і наступник Йозефа, вніс поправки до указу, включивши страту дорослих ромських жінок, тоді як дітей «поміщали в лікарні для навчання».

### Довоєнна організація
У 1879 році в угорському місті Кішфалу (нині Пордашинці, Словенія) відбулися національні збори ромів. Роми в Болгарії провели конференцію в 1919 році, намагаючись вимагати надання їм права голосу, а в 1923 році був заснований ромський журнал Istiqbal («майбутнє»).
У Радянському Союзі в 1925 році був організований Всеросійський союз циган, а через два роки вийшов журнал "Ромська зоря ". Письменницький гурток Роменгіро Лав («Ромське слово») заохочував творчість таких авторів, як Микола Панков і Ніна Дударово.
Загальна асоціація циган Румунії була заснована в 1933 році шляхом проведення національної конференції та публікації двох журналів, Neamul Țiganesc («Циганська нація») і Timpul («Сас»). Наступного року в Бухаресті була організована «міжнародна» циганська конференція.
1935 року в Югославії було розпочато видання ромського журналу Romano Lil.

### Параймос
Під час Другої світової війни нацисти вбили від 220 000 до 500 000 ромів під час геноциду, який називають Пораймос. Як і євреїв, перш ніж відправлятися в концентраційні табори чи табори знищення, вони були сегреговані та змушені переселятися в гетто. Айнзацгрупи часто вбивали їх на місці, особливо на Східному фронті. Під час геноциду загинули 25 % європейських ромів.

### Повоєнна історія
У комуністичній Центральній та Східній Європі роми зазнали схем асиміляції та обмеження їх культурної свободи. У Болгарії було заборонено публічно розмовляти ромською мовою та грати ромську музику. У Чехословаччині десятки тисяч ромів зі Словаччини, Угорщини та Румунії були переселені в прикордонні райони Чехії, їм заборонено вести кочовий спосіб життя. У Чехословаччині, де їх вважали «соціально деградованим прошарком», ромських жінок стерилізували в рамках державної політики щодо скорочення населення. Цю політику впроваджували за допомогою великих фінансових стимулів, погроз припинення майбутніх соціальних виплат, дезінформації та примусової стерилізації.
На початку 1990-х років Німеччина депортувала десятки тисяч мігрантів до Центральної та Східної Європи. 60 % із приблизно 100 000 громадян Румунії, які були депортовані за договором 1992 року, були ромами.
У 2005 році в дев'яти країнах Центральної та Південно-Східної Європи було започатковано Десятиріччя інтеграції ромів, намагаючись покращити соціально-економічний статус і посилити соціальну інтеграцію ромської меншини в регіоні. Проєкт започаткував важливі процеси для інтеграції ромів у Європі та дав поштовх для зусиль під керівництвом ЄС, спрямованих на охоплення подібної теми, Рамкової програми ЄС для національних стратегій інтеграції ромів до 2020 року (Рамкова програма ЄС).

## Америка
Роми почали іммігрувати до Сполучених Штатів у колоніальні часи, невеликі групи оселялися у Вірджинії та Французькій Луїзіані. Масштабніша імміграція почалася в 1860-х роках з групами Ромнічаль з Британії.

### Чехо-канадський вихід 1997 року
У серпні 1997 року TV Nova, чеська телестанція, показала документальний фільм про становище ромів, які емігрували до Канади. У короткому звіті стверджувалося, що вони живуть комфортно за підтримки держави і що їх захищають від расової дискримінації та насильства. У той час життя багатьох ромів у Чехії було особливо важким. У результаті розпаду Чехословаччини багато ромів залишилися без громадянства в Чехії чи Словаччині. Після великої повені в Моравії в липні 1997 року багато ромів залишилися без даху над головою та небажаними в інших частинах країни.
Майже вночі надійшли повідомлення про те, що роми готуються емігрувати до Канади. За одним повідомленням, 5000 ромів з міста Острава мали намір переїхати. Мери деяких чеських міст заохочували вихід, пропонуючи допомогу в оплаті перельотів, щоб роми могли виїхати. Наступного тижня посольство Канади в Празі отримувало від ромів щодня сотні дзвінків, і рейси між Чехією та Канадою були розпродані до жовтня. У 1997 році 1285 осіб з Чехії прибули до Канади та подали заявку на статус біженця, що є досить значним стрибком порівняно з 189 чехами, які зробили це минулого року.
Люсі Чермакова, прес-секретарка посольства Канади в Празі, розкритикувала програму, стверджуючи, що вона «представляє лише одну сторону справи та вибирає лише безглузді ідеї». Марі Юрковічова, прес-секретарка посольства Чехії в Оттаві, припустила, що «програма була сповнена напівправди, яка сильно спотворювала реальність і практично спонукала до відтоку великих груп чеських ромів. Вона приховувала низку фактів».
До цього моменту переїзд ромів до Канади був досить легким, оскільки в квітні 1996 року уряд Канади скасував візові вимоги для чеських громадян. У відповідь на раптовий наплив ромів канадський уряд відновив візові вимоги для всіх чехів з 8 жовтня 1997 року.

## Ромський націоналізм

Прапор ромського народу

Існує незначний ромський націоналістичний рух.
Перший Всесвітній конгрес ромів відбувся поблизу Лондона, Англія, у 1971 році та був частково профінансований Всесвітньою радою церков та урядом Індії. У ньому взяли участь представники Індії та двадцяти інших країн. На конгресі було знову підтверджено як національна емблема ромського народу зелено-блакитний прапор, який було розгорнуто на конференції 1933 року, прикрашений червоною чакрою з шістнадцятьма спицями, а пісня «Ґелем, Ґелем» була прийнята як Національний гімн ромів.
Міжнародний союз ромів був офіційно створений у 1977 році, а в 1990 році четвертий Всесвітній конгрес проголосив, що 8 квітня відзначається Міжнародним днем ромів, днем відзначення ромської культури та підвищення обізнаності про проблеми, що стосуються ромської спільноти.
У 2000 році 5-й Всесвітній ромський конгрес видав офіційну декларацію, в якій заявив, що ромський народ є нетериторіальною нацією.